# Ряшівський округ
Ряшівський округ — адміністративна одиниця Королівства Галичини і Лодомерії у складі Австрійської імперії.

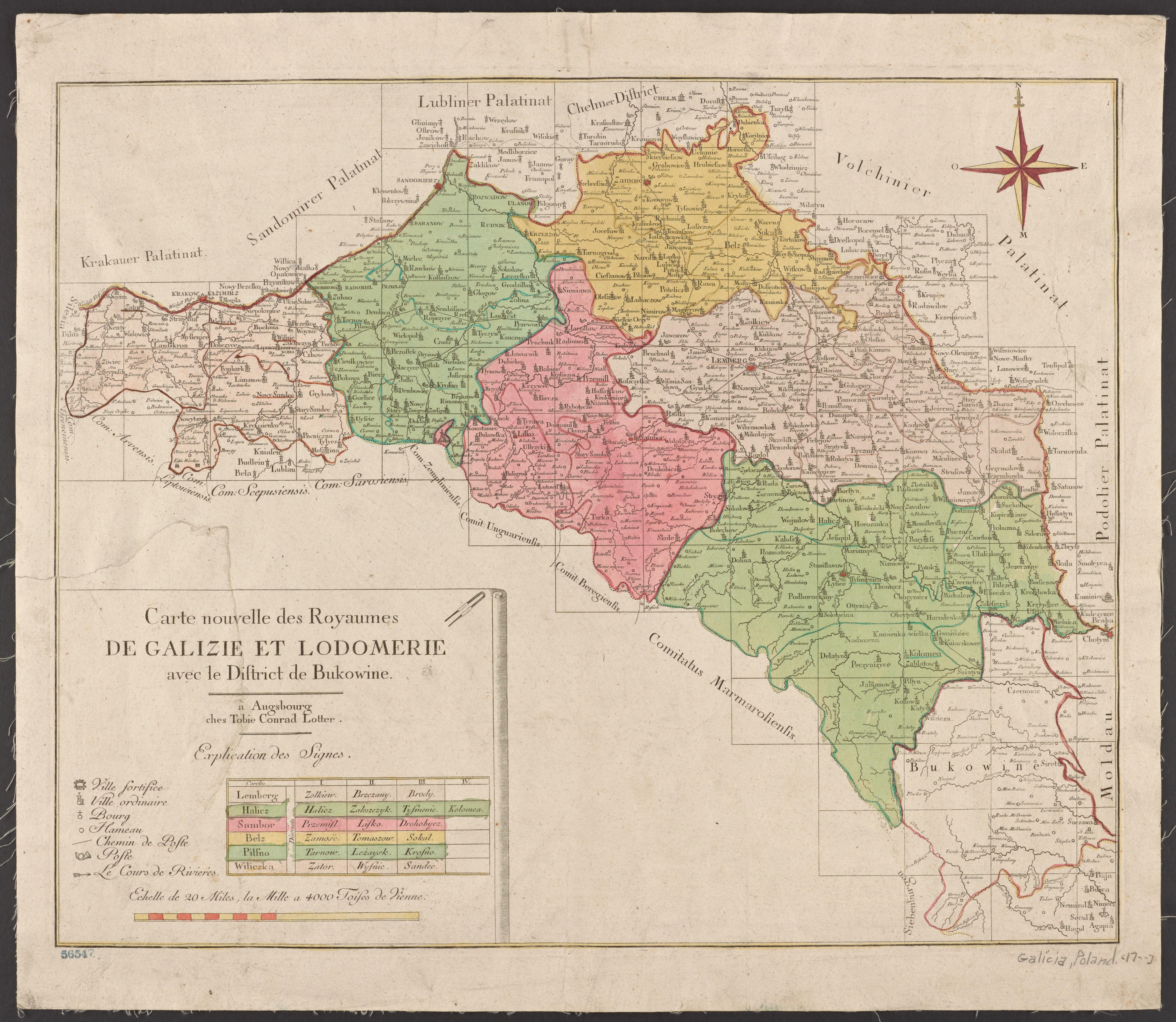
Адміністративний поділ Королівства Галичини та Володимирії у 1777—1782 роках

22 березня 1782 року цісарева Марія Терезія видала патент, який ліквідовував дистрикти. Ряшівський округ створений 1782 року. Існував до 1867 року, коли було скасовано округи й залишено лише повітовий адміністративний поділ (повіти виділені у складі округів у 1854 році).

## Географія
В Ряшівському окрузі було 4 міста, 14 містечок та 344 села.

## Повіти
В 1860 р. до Ряшівського округу передано з ліквідованого Ясельського округу повіт Стрижів. У 1867 році було 12 повітів з адміністративними центрами у Ряшеві, Ланьцуті, Переворську, Стрижеві, Соколові, Тичині, Розвадові, Ніско, Ґлоґуві, Тарнобжеґу, Уланові, Лежайську.
Після адміністративної реформи (скасування округів) кількість повітів було скорочено.